# كانتون سالسيدو
كانتون سالسيدو (بالإنجليزية: Salcedo Canton)‏ هو كانتون في الإكوادور، يتبع San Miguel de Salcedo ‏، ومقاطعة كوتوباكسي.